# 鑓見内駅
鑓見内駅（やりみないえき）は、秋田県大仙市鑓見内字大根田（だいこんだ）にある、東日本旅客鉄道（JR東日本）田沢湖線の駅である。

## 歴史
- 1960年（昭和35年）4月1日：日本国有鉄道生保内線に新設開業[2]。
- 1966年（昭和41年）10月20日：路線改編に伴い、田沢湖線の駅となる。
- 1987年（昭和62年）4月1日：国鉄分割民営化により、東日本旅客鉄道（JR東日本）の駅となる[3]。
- 2024年（令和6年）10月1日：えきねっとQチケのサービスを開始[1][4]。

## 駅構造
単式ホーム1面1線を有する地上駅である。ホーム上に待合所が設置されている。
大曲駅管理の無人駅である。

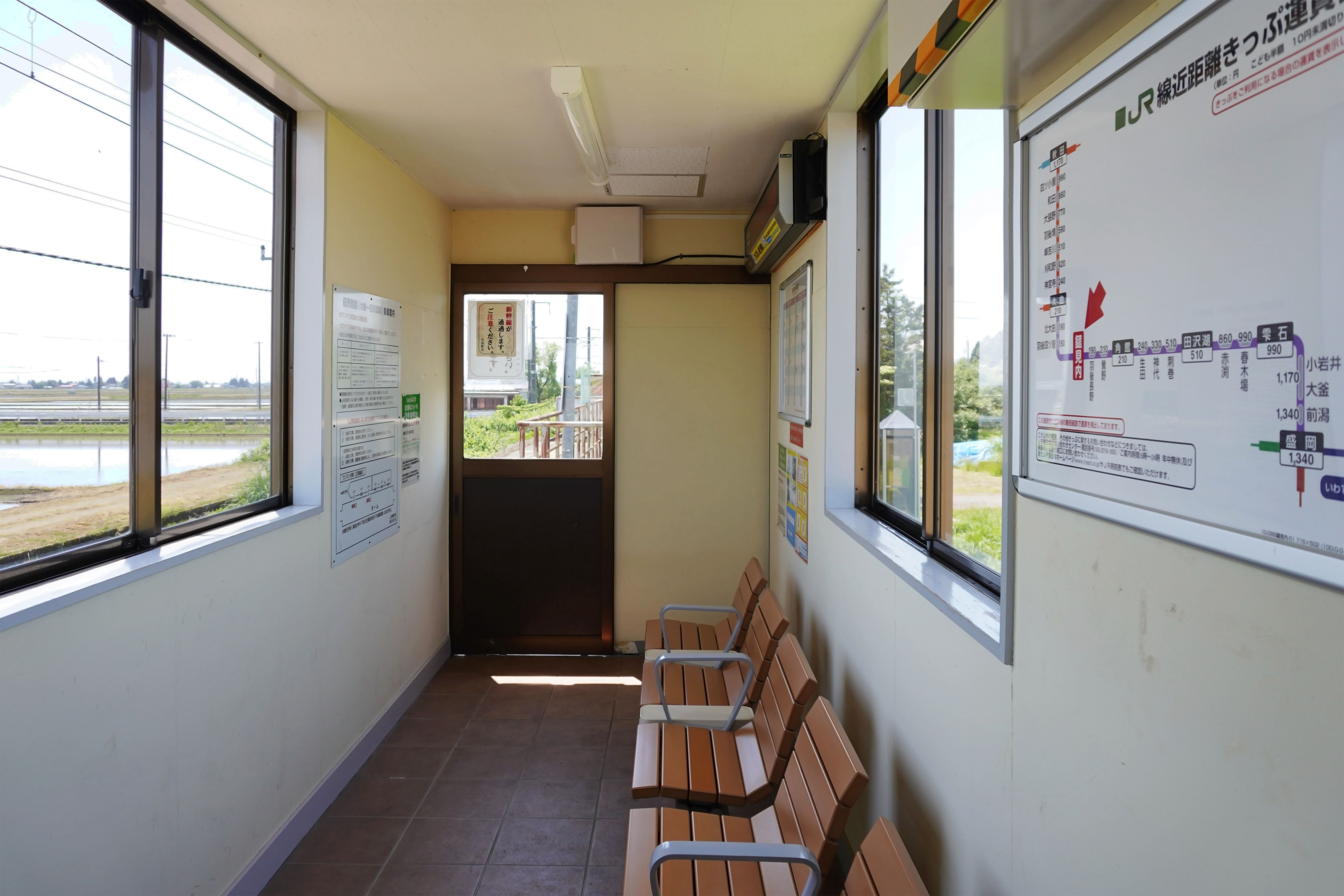
待合室（2024年5月）
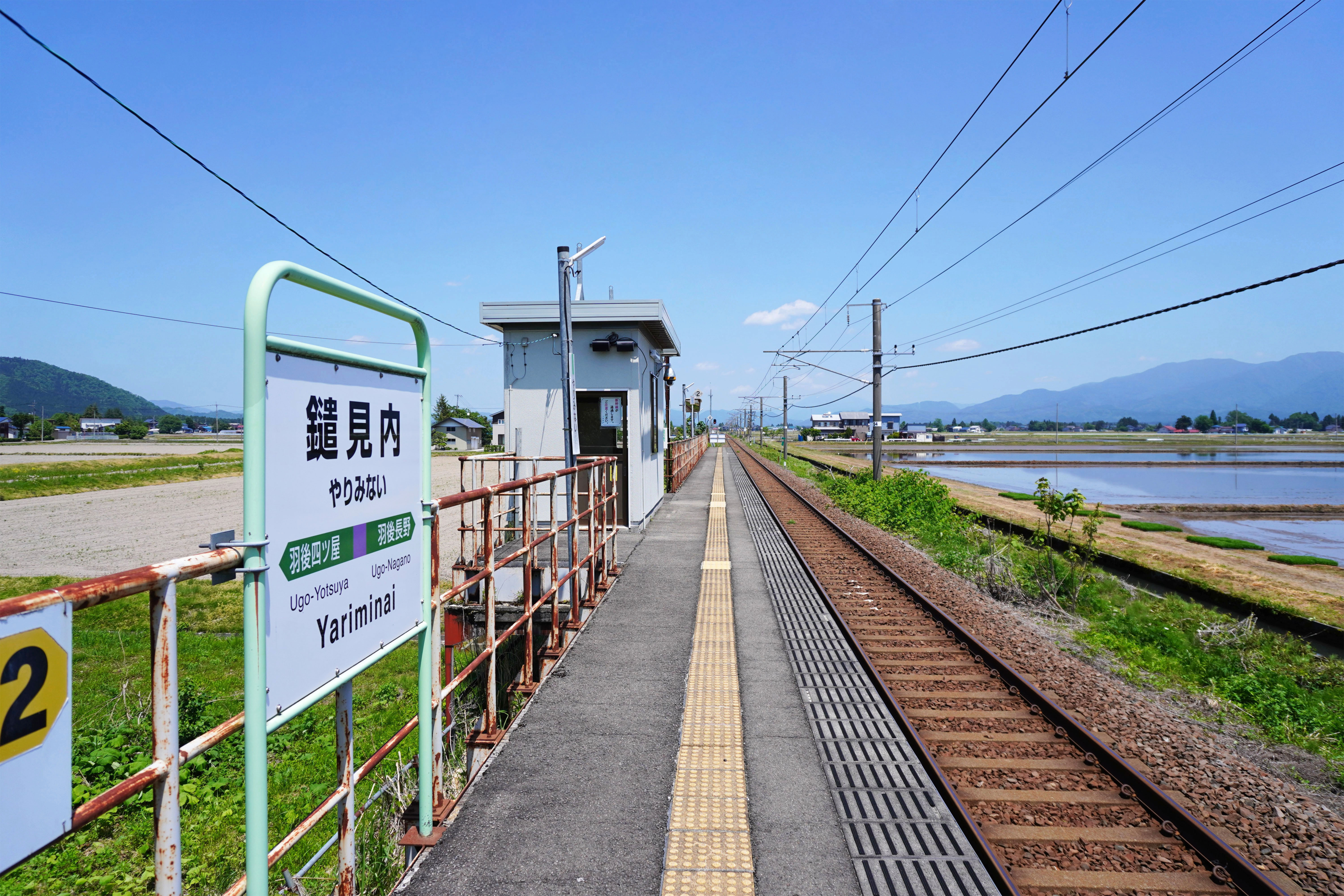
ホーム（2024年5月）

## 駅周辺
周辺は田んぼが広がる。
- 国道105号

## 隣の駅
東日本旅客鉄道（JR東日本）
■田沢湖線
羽後長野駅 - 鑓見内駅 - 羽後四ツ屋駅